# Lisl Bertsch-Kampferseck
Elisabeth (Lisl) Bertsch-Kampferseck (geb. 28. September 1902 in München als Elisabeth Kampferseck; gest. 21. Februar 1978 in Murnau) war eine deutsche Innenarchitektin und Designerin.

## Leben
Lisl Bertsch-Kampferseck ist die dritte Tochter des Münchner Architekten Josef Kampferseck und seiner Frau Marie.
Sie studierte von 1916 bis 1923 an der Münchner Kunstgewerbeschule unter anderem bei Adelbert Niemeyer. Bereits ab 1920 lieferte sie erste Arbeiten für die Deutschen Werkstätten Hellerau. 1923 heiratete sie den Gestalter Karl Bertsch (1873–1933). Ein Jahr später trat Bertsch-Kampferseck in den Deutschen Werkbund ein. 1924 wurde die Tochter Evi geboren, die als Evi Stohwasser ebenfalls als Designerin tätig war.
Lisl Bertsch-Kampferseck spezialisierte sich auf Textilien und Teppiche. Zusammen mit ihrem Mann war sie an vielen Projekten zur Gestaltung von Verkehrsmitteln beteiligt. Bis in die 1960er Jahre blieb sie als Textil- und Tapetendesignerin tätig.

## Werke
- 1927 Innenausstattung des Mitropa-Schlafwagen Nr. 22811
- 1930 Innenraum und Farbgebung für den Doppelstock-Stromlinien-Wendezug der LBE
- 1936 Interieur und Exterieur des Doppelstock-Wagen der Linke-Hofmann Werke AG Breslau